# Somalische brilvogel
De Somalische brilvogel (Zosterops abyssinicus) is een zangvogel uit de familie Zosteropidae (brilvogels). De vogel komt voor in het noordoosten van Afrika en het zuiden van het Arabisch schiereiland.

## Herkenning
De vogel is gemiddeld 10,2 cm lang en weegt 7,2 tot 12 gram. Zoals de meeste brilvogels, heeft deze soort een smalle witte ring om het oog en een lichtbruine tot bruine iris. Van het oog loopt een zwarte streep naar de snavel (de "teugel"), met daarboven nog een smal streepje geel. De borst is tot de keel ook bleekgeel. Daaronder is de buik grijswit. Van boven is de vogel grijsgroen, de staartveren en slagpennen zijn wat donkerder.

## Verspreiding en leefgebied
Deze soort telt drie ondersoorten:
- Z. a. abyssinicus: noordoostelijk Soedan, Eritrea en noordelijk en centraal Ethiopië.
- Z. a. arabs: zuidwestelijk Saoedi-Arabië, Jemen en zuidelijk Oman.
- Z. a. omoensis: westelijk Ethiopië.

Deze brilvogel komt voor in een groot aantal typen parkachtig loofbos zoals beboste berghellingen of wadi's, savanne, bosranden, parken en tuinen, meestal in laagland maar ook in berggebieden tot 3100 m boven de zeespiegel.

## Status
De grootte van de wereldpopulatie is niet gekwantificeerd, maar de vogel is algemeen voorkomend. Om deze redenen staat de Somalische brilvogel als niet bedreigd op de Rode Lijst van de IUCN.